# HBS Craeyenhout (nogometni klub)
HBS Craeyenhout je nizozemski nogometni klub iz Haaga. Dijelom je športskog društva HBS Craeyenhout. Utemeljen je 1893. godine. Od 1896. do 1954. je bio u najvišem razredu nizozemskog nogometnog natjecanja. Postao je prvakom 1903./04., 1905./06. i 1924./1925. Dao je brojne igrače za nizozemsku reprezentaciju. Klub postoji i danas, a natječe se amaterskim sastavom u Hoofdklasse. Spomena vrijedan dio HBS-ove povijest je kad su pobijedili Racinga u Belgiji rezultatom 1:0 u završnici Kupa Ponthoz 1901. godine. Kup Ponthoz (Coupe Ponthoz) je onda bilo natjecanje za koje se danas može reći da je prethodnikom UEFA-inih nogometnih natjecanja.

## Klupski uspjesi
- Nizozemska prvenstva (3)
  - Prvak (3): 1903./04., 1905./06., 1924./25.

## Vanjske poveznice
- (nizoz.) Službene stranice